# Sörmlandsleden
Sörmlandsleden är ett ringformat system av vandringsleder som omfattar totalt cirka 1 000 km preparerade leder i Södermanland. Bland de orter som leden passerar finns bland annat Södertälje, Trosa, Nyköping, Stavsjö, Katrineholm, Hälleforsnäs, Malmköping och Järna. Leden börjar i Björkhagen i Stockholm och har avstickare till Nynäshamn, Huddinge, Sillekrog, Nynäs slott, Oxelösund, Eskilstuna, Flen, Åkers Styckebruk, Mariefred, Gnesta, Nykvarn och Mölnbo. Leden berör inte Västra Rekarne, socknarna längs Mälarstranden, sjöplatån i landskapets inre eller Vingåker-Julita-trakterna. Sörmlandsleden är en del av Europaleden E6.

## Beskrivning

Skiss över ledens dragning.

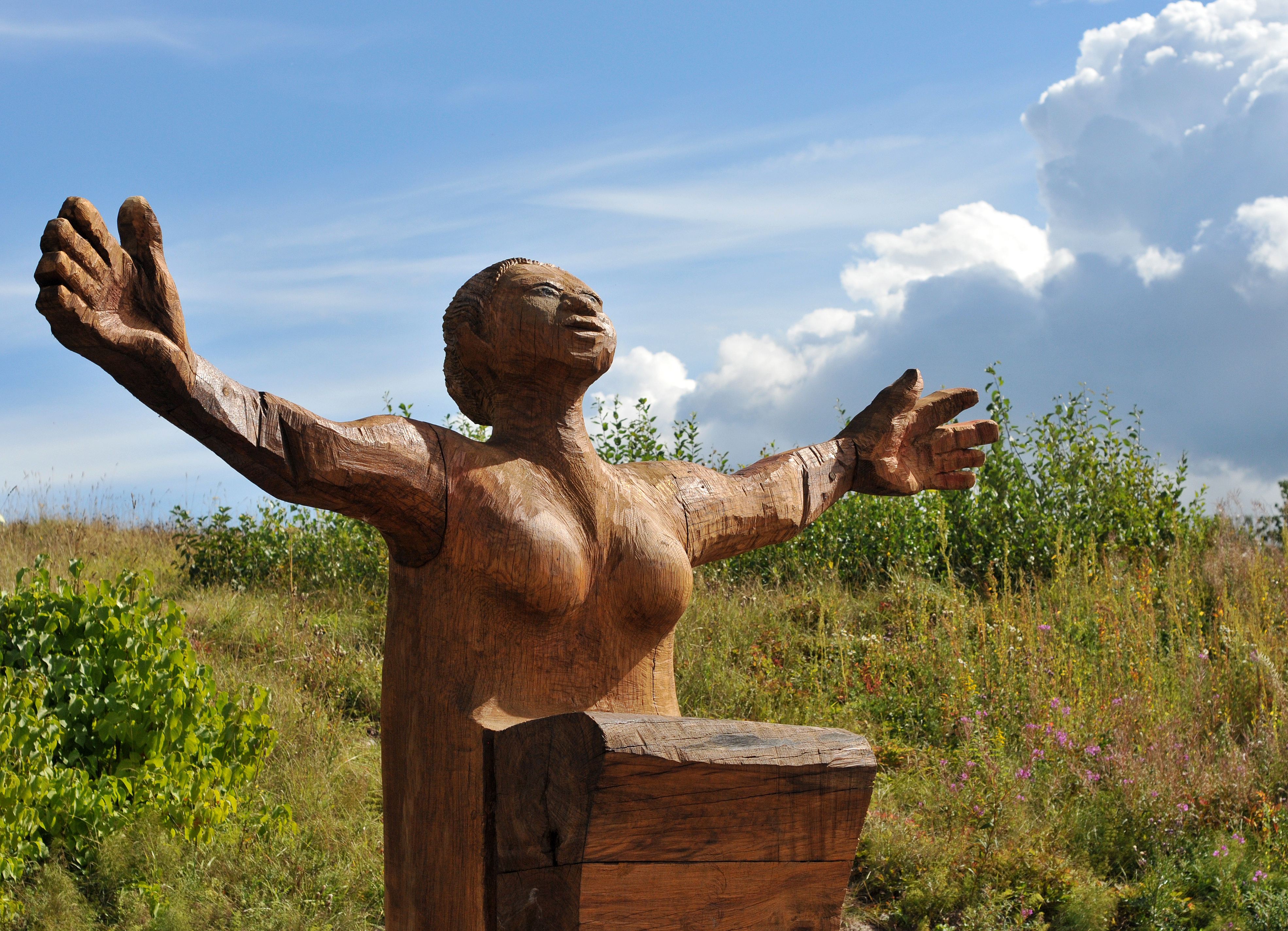
Skulpturen Moder Jord vid Sörmlandsleden nära Skavsta flygplats, Nyköping.

Leden är markerad med orangefärgade ringar runt träd och stolpar, orangefärgade prickar på berghällar och större stenar eller små stenrösen, orangefärgade skyltar med ordet Sörmlandsleden samt symboler med bokstaven S mot orange bakgrund. Lokala slingor markeras ofta med en blå punkt som är målad ovanpå den orangefärgade ringen runt träden, med blått på pilspetsar samt en blå ring under den orangefärgade markeringen på stolpar.
Leden går i flera sorters terräng och har varierande svårighetsgrad. Utmed leden finns rastplatser, vindskydd (skärmskydd), kojor samt andra möjligheter till övernattning. Det finns även ett antal kallkällor utmed leden, där man kan fylla på sitt dricksvatten. För långvandraren finns möjlighet att övernatta i något av de många skärmskydden. 
Leden omfattar 101 etapper. Av dessa är 62 huvudetapper och till dessa ansluter 39 grenetapper. 2017 öppnade den senast tillkomna, etapp 13:2 som ansluter från Nykvarn. Etapp 1 börjar vid Björkhagens tunnelbanestation. Längden på varje etapp är mellan 3 och 20 km och vanligast är 7-14 km. Vid etappgränserna finns kartor, etappbeskrivningar med avståndsinformation uppsatta. Avstickaren upp till Stockholm med grenar till Huddinge och Nynäshamn möter den ringformade stomleden nära Lida friluftsgård.
Leden passerar flera historiska platser, sevärdheter, utsiktstorn och andra intressanta objekt samt friluftsområden och naturreservat. Leden börjar i Nackareservatet vid Björkhagen i Stockholm och passerar i Stockholms län Tyresta nationalpark, Paradisets naturreservat, Flemingsbergsskogens naturreservat, Stora Träskets naturreservat, Vinterskogens naturreservat, Tullgarns naturreservat, Vattgruvmossens naturreservat, Stora Alsjöns naturreservat och Stora Envätterns naturreservat.
Sörmlandsleden underhålls till stor del av frivilliga genom ideellt arbete i Föreningen Sörmlandsleden. Föreningen har sitt huvudsäte i Oxelösund. Verksamheten stöds av markägare och får ekonomiskt bidrag från länsstyrelser, kommuner och företag.

## Historik

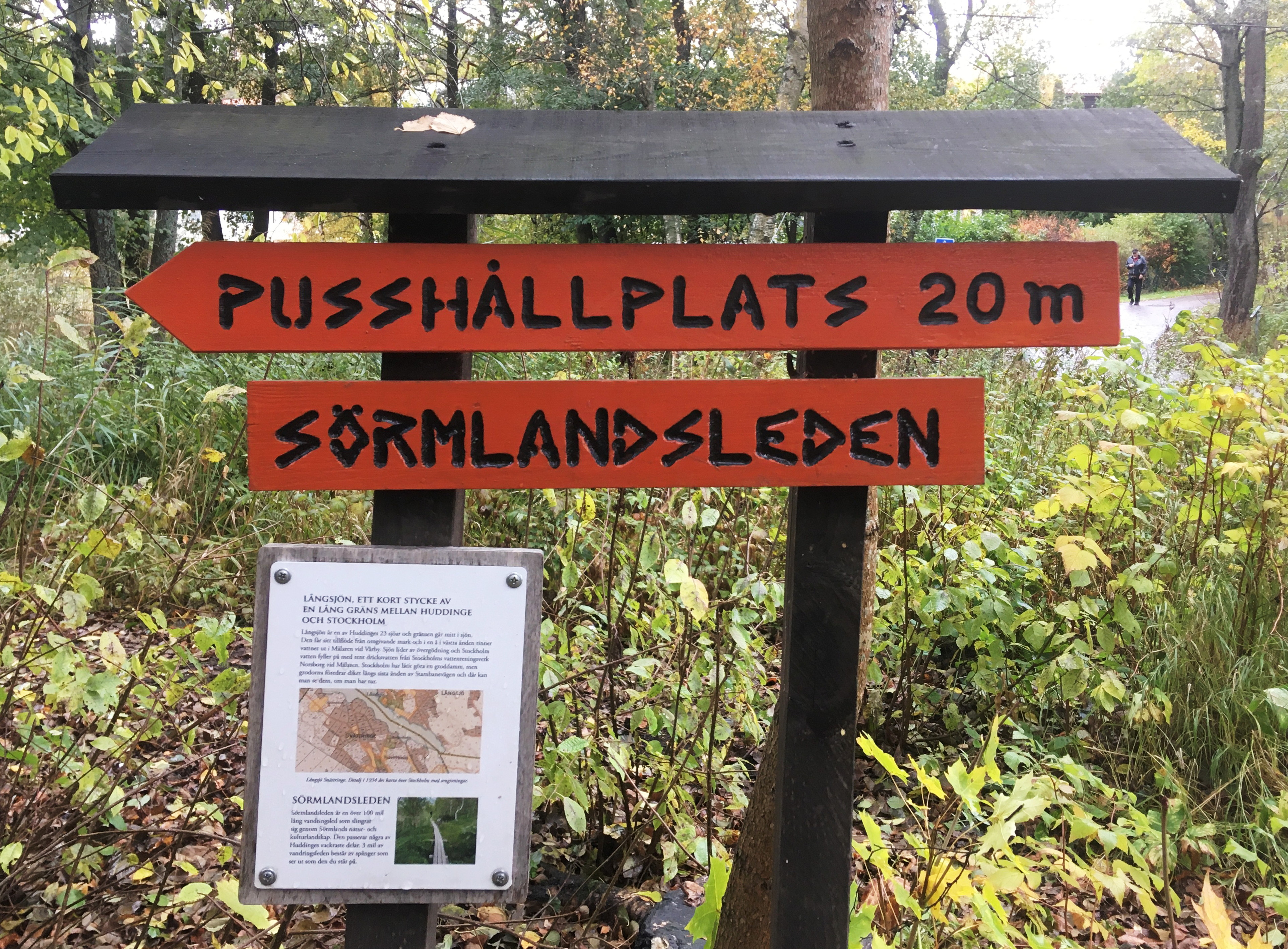
"Pusshållplats" på Sörmlandsleden vid Långsjön i Huddinge.

- 1966 påbörjade några enskilda vandringsentusiaster ledda av Gnesta-bon Kurt Kjellgren förberedelserna för Sörmlandsleden.
- 1971 gick Friluftsfrämjandet in som institutionell huvudman.
- 1973 invigdes den första etappen vid Ånhammar nära Gnesta.
- 1975 kunde man vandra ca 50 mil från Björkhagen till Nyköping.
- 1988 fullbordades den stora ringleden runt Sörmland, ca 62 mil lång.
- 2008 var ledens totala längd ca 100 mil inklusive anslutningsleder och rundslingor.

## Anslutande leder
Vid Stavsjö ansluter Sörmlandsleden till Östgötaleden. Från Björkhagen kan man åka tunnelbana till Stockholms Centralstation och därifrån vidare med tåg till Knivsta, där Upplandsledens östra och längsta del tar vid.

## Informationsskyltar längs leden (urval)

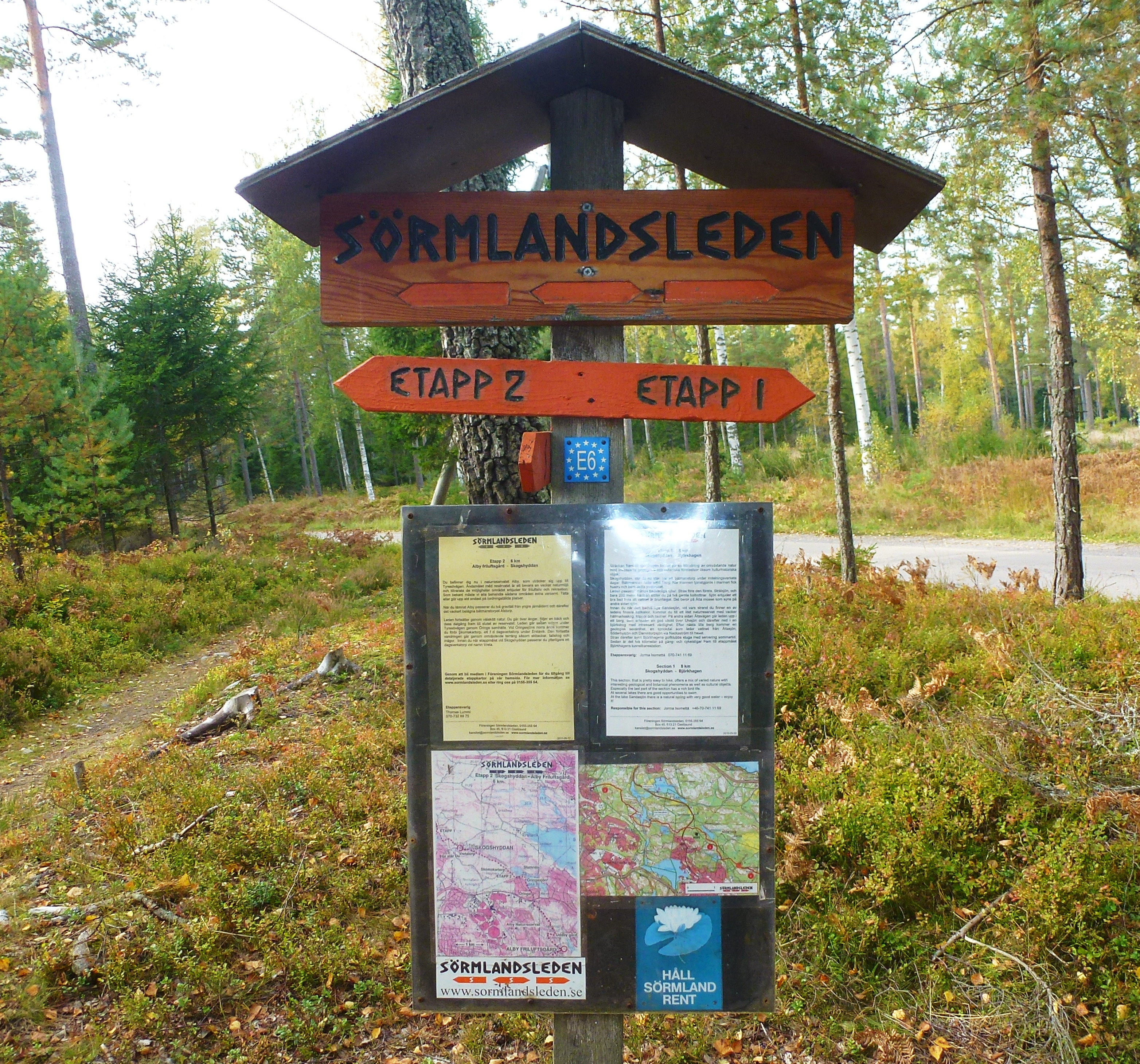
Sörmlandsleden, etapp 1-2, information vid Erstaviksvägen i Nacka.
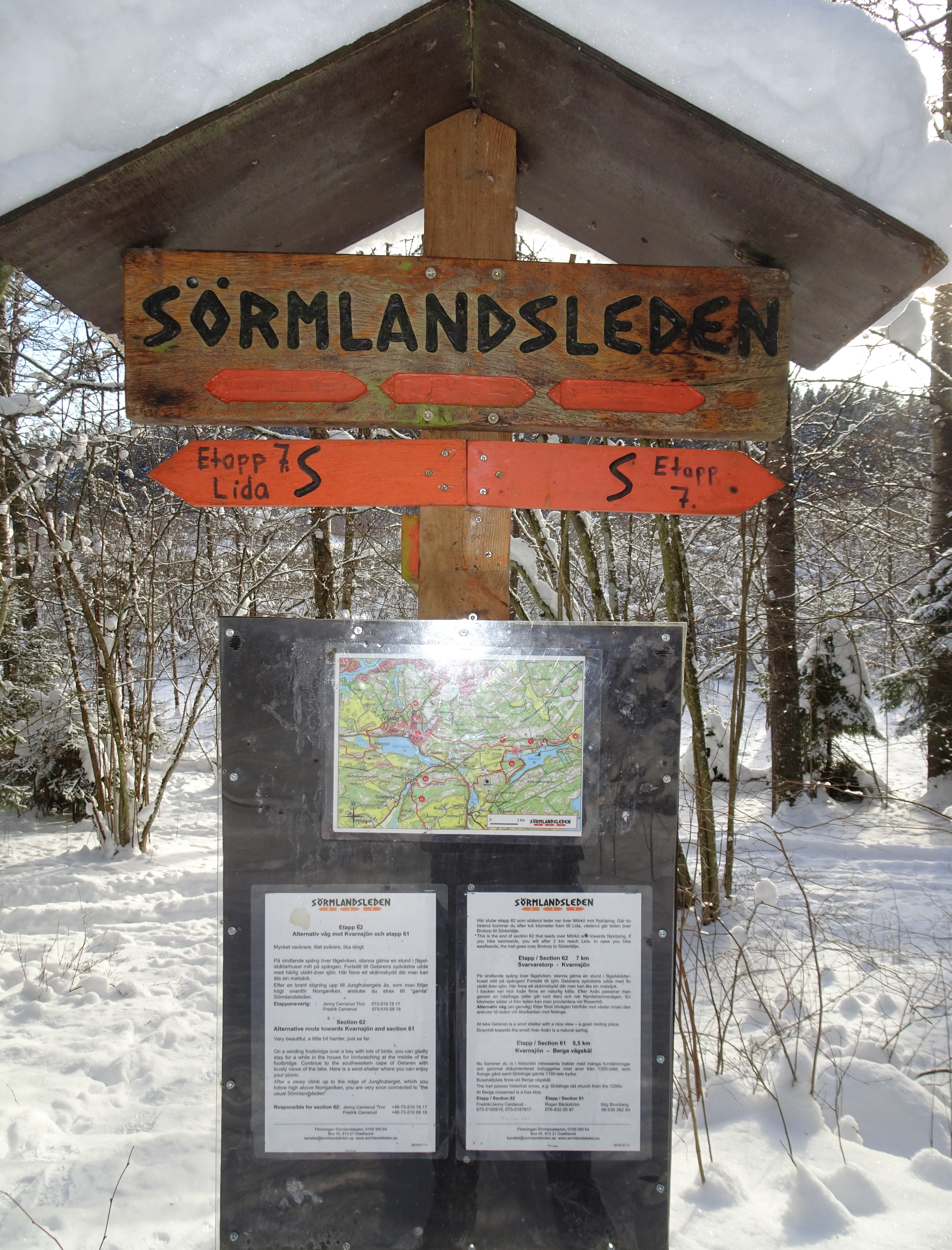
Sörmlandsleden, etapp 7, information vid Lida friluftsgård.
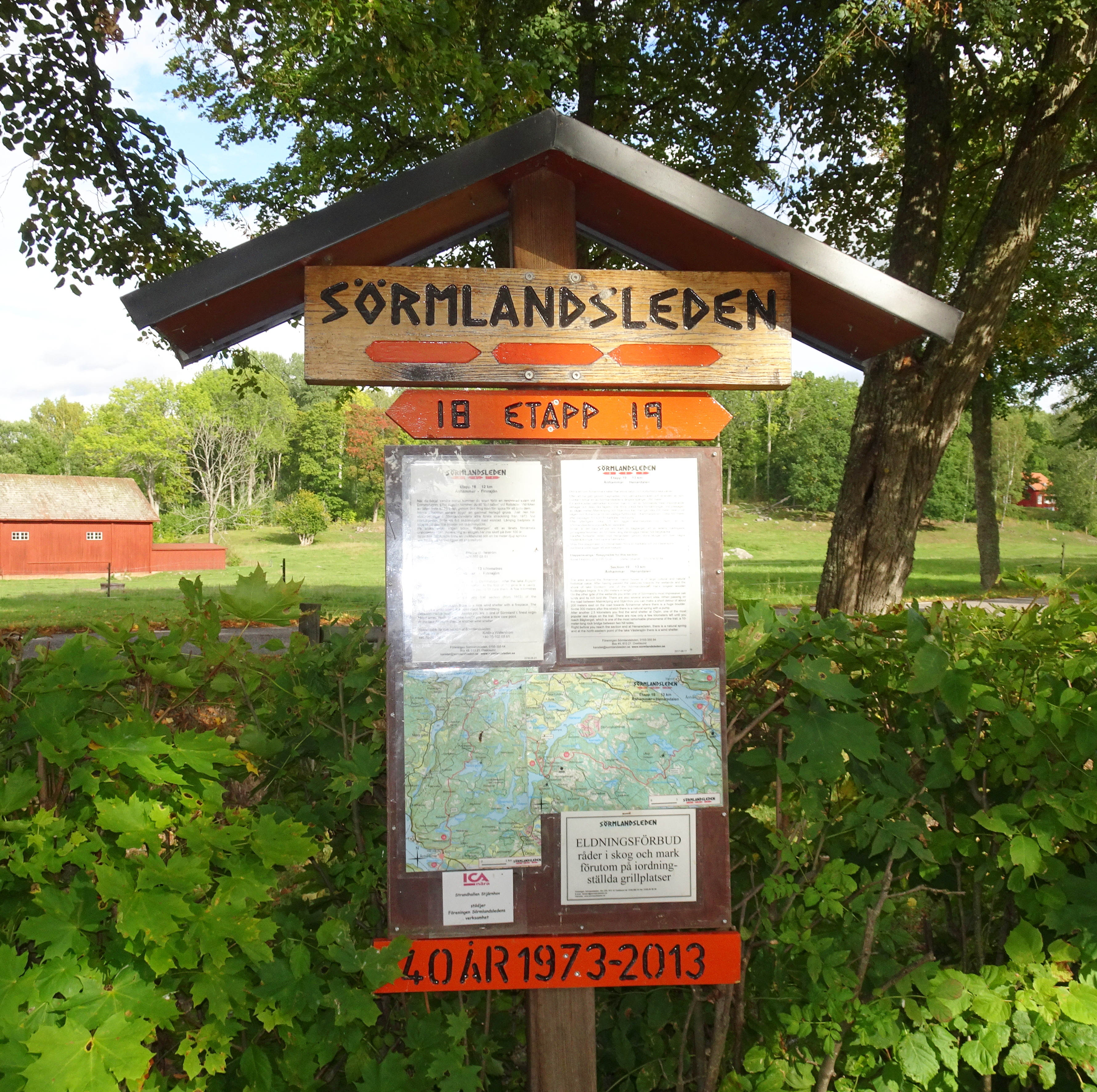
Sörmlandsleden, etapp 18-19, information vid Ånhammar.
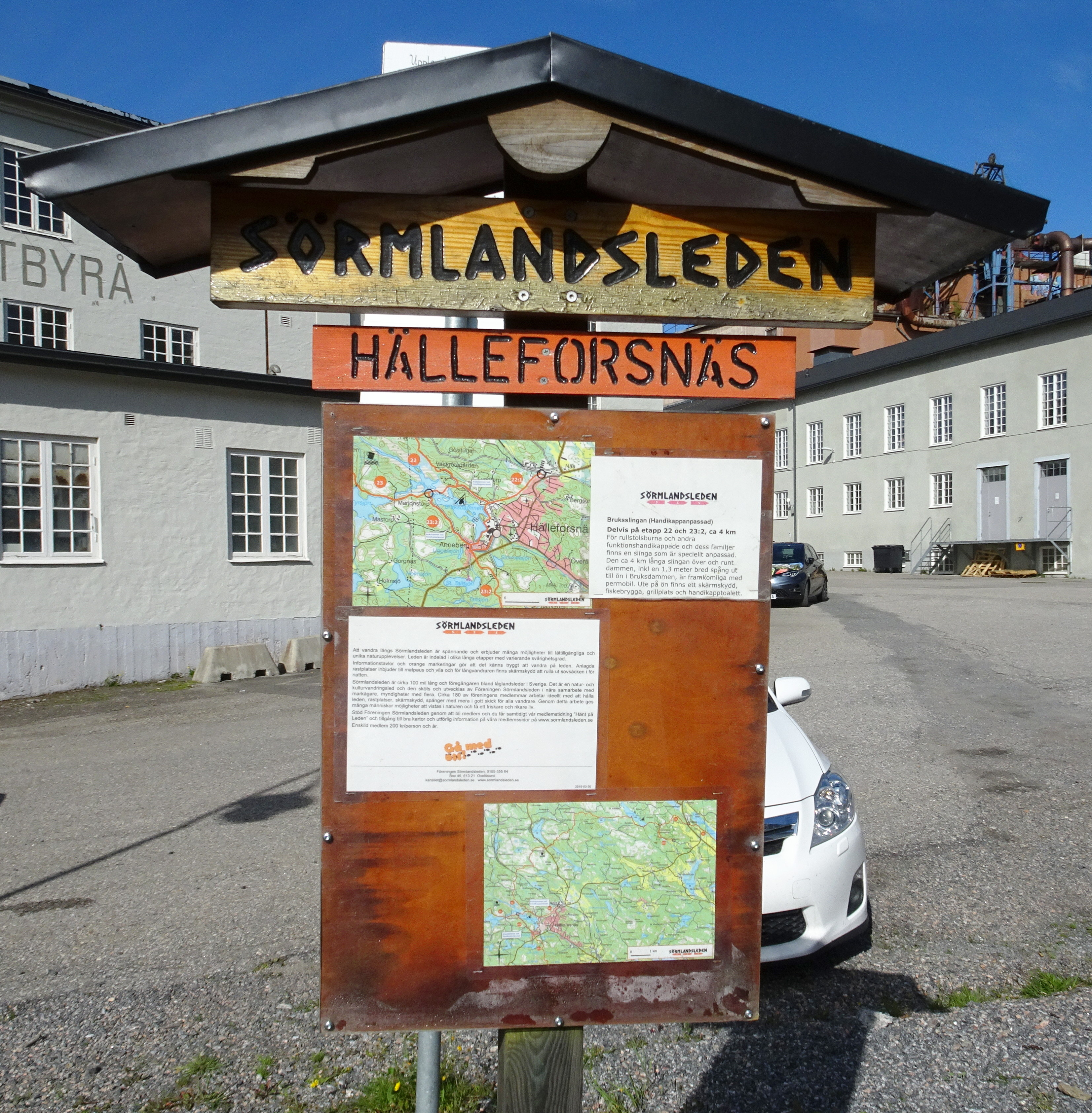
Sörmlandsleden, etapp 22-23, information vid Hälleforsnäs bruk.

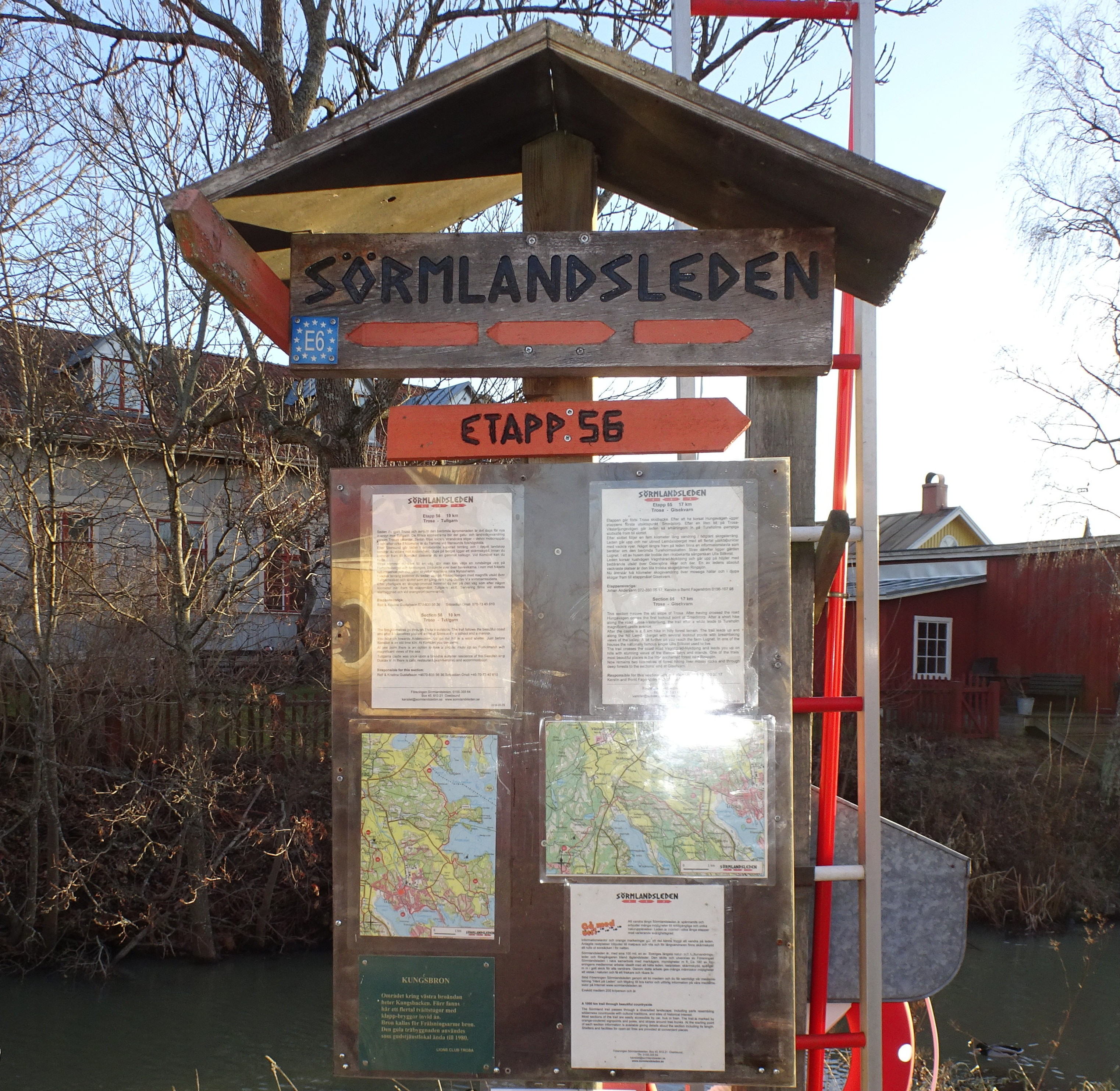
Sörmlandsleden, etapp 56, information vid Trosaån i Trosa.
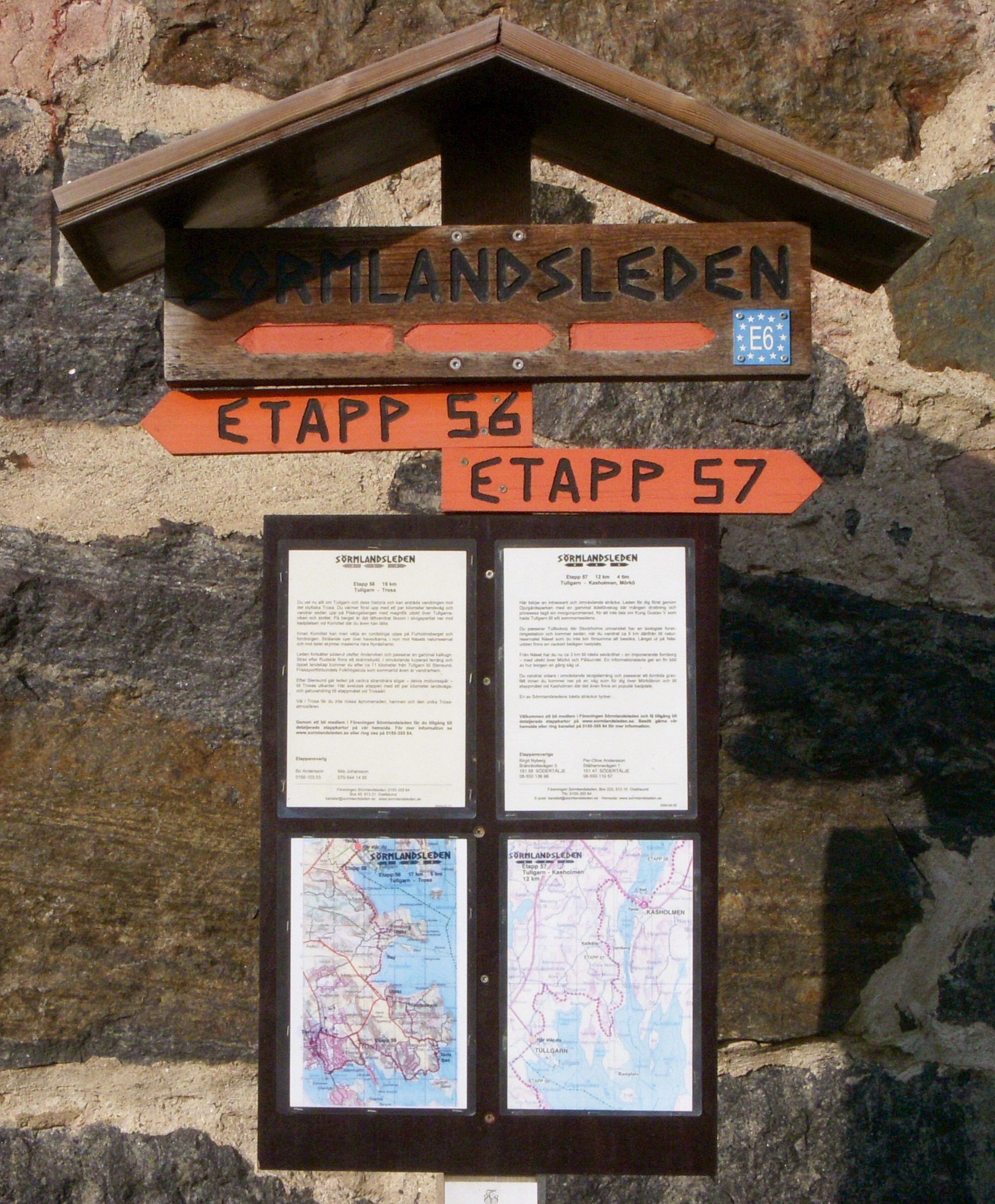
Sörmlandsleden, etapp 56-57, information vid Tullgarns slott.
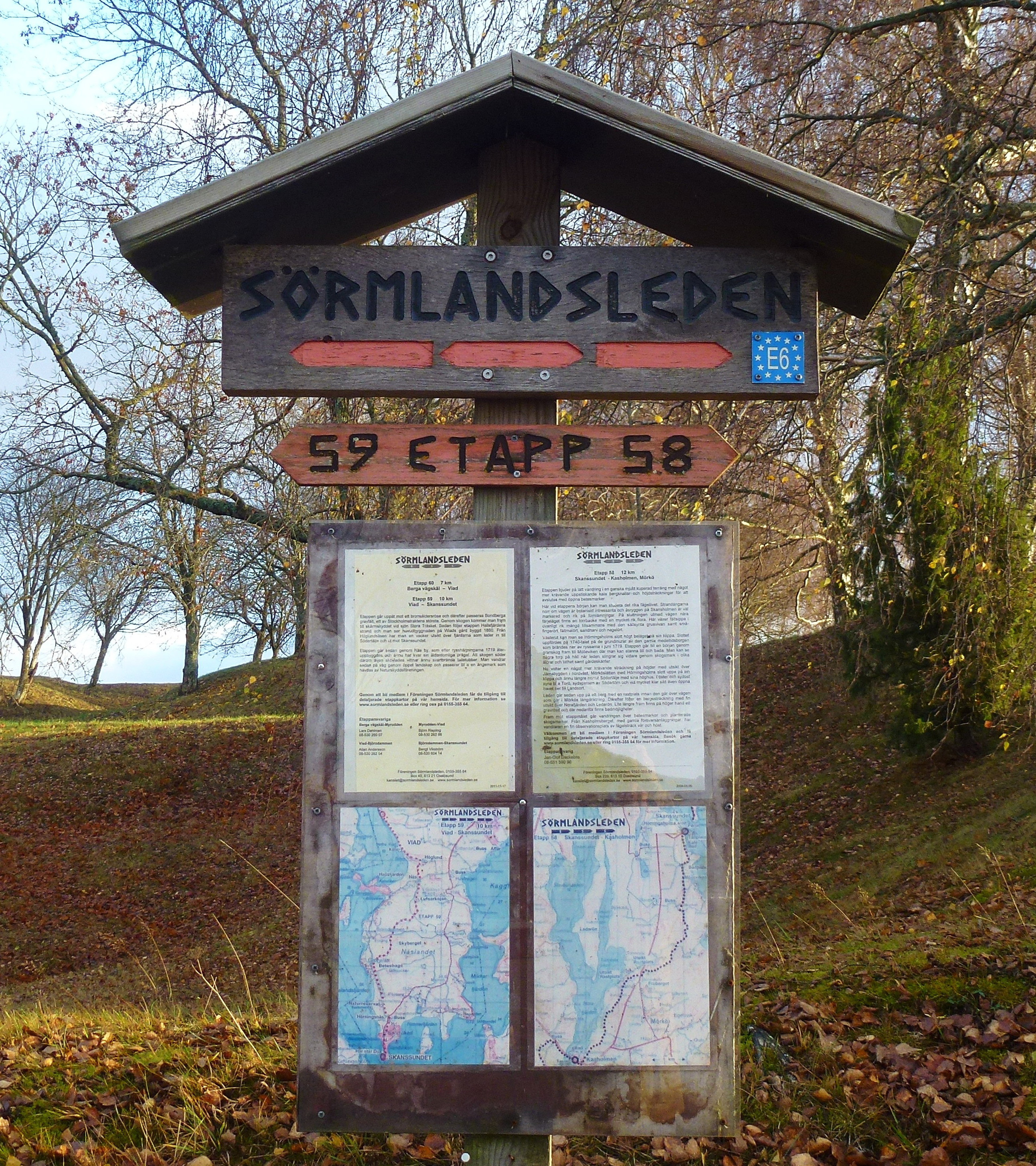
Sörmlandsleden, etapp 58-59, information vid Skanssundet.
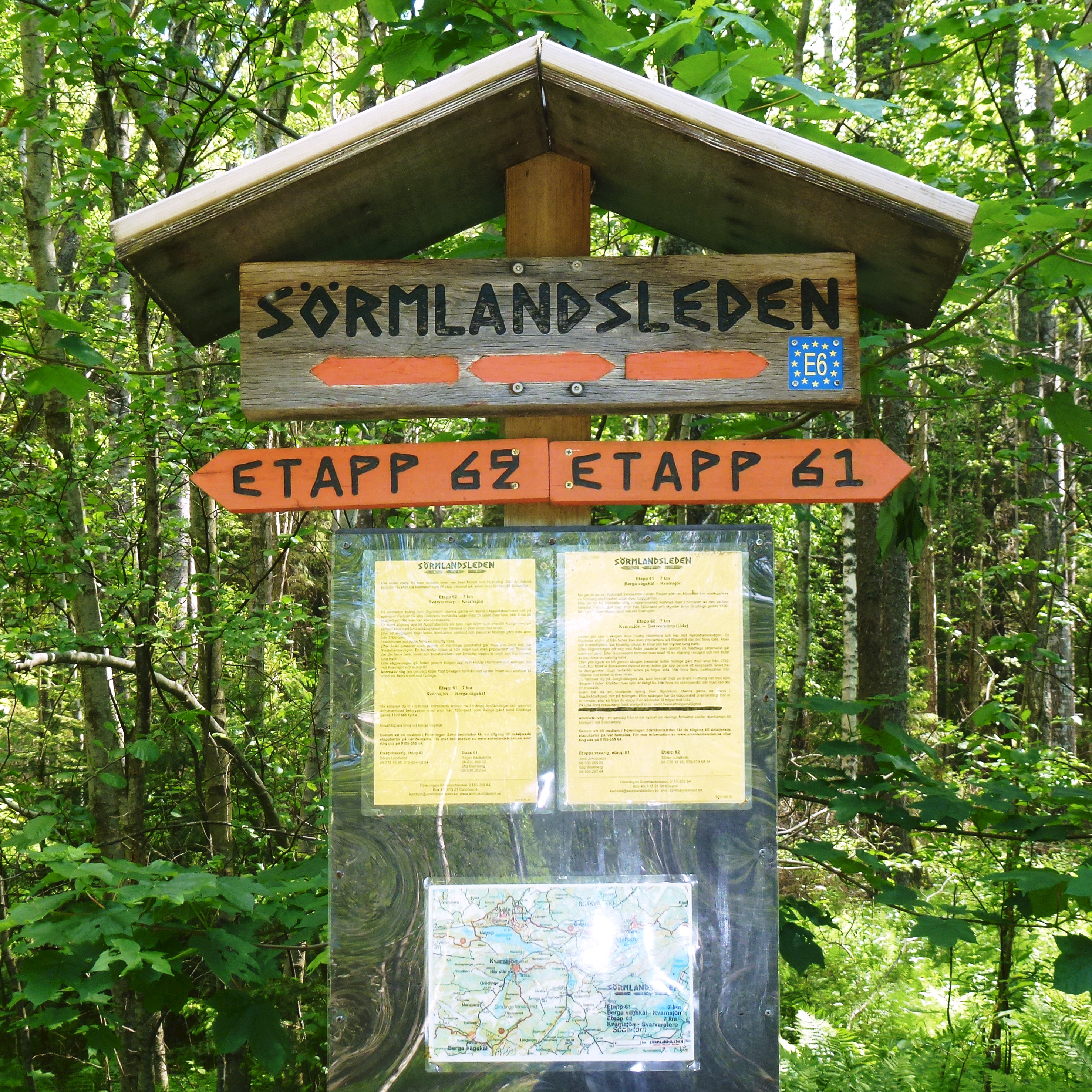
Sörmlandsleden, etapp 61-62, information vid Kvarnsjön i Tullinge.